# Rádio Patria
Rádio Patria ou SRo 5 (Slovenský rozhlas 5) est une station de radio publique slovaque appartenant au groupe Radio-télévision slovaque (RTVS).
Elle diffuse en ondes moyennes des programmes destinés aux minorités ethniques du pays dans leur langue maternelle : hongrois, ukrainien, ruthène. Elle s'intéresse aussi aux peuples roms. Elle diffuse aussi en allemand, en polonais et en tchèque.